# Isam Chernubi
Isam Chernubi –en árabe, عصام الشرنوبي– (Salé Tabriquet, 17 de diciembre de 1987) es un deportista marroquí que compitió en taekwondo.
Ganó una medalla en el Campeonato Mundial de Taekwondo de 2011 y dos medallas en el Campeonato Africano de Taekwondo, oro en 2010 y plata en 2014.

## Palmarés internacional
| Campeonato Mundial  | Campeonato Mundial       | Campeonato Mundial | Campeonato Mundial |
| Año                 | Lugar                    | Medalla            | Categoría          |
| ------------------- | ------------------------ | ------------------ | ------------------ |
| 2011                | Gyeongju (Corea del Sur) | Medalla de bronce  | –80 kg             |
| Campeonato Africano |                          |                    |                    |
| Año                 | Lugar                    | Medalla            | Categoría          |
| 2010                | Trípoli (Libia)          | Medalla de oro     | –80 kg             |
| 2014                | Túnez (Túnez)            | Medalla de plata   | –80 kg             |